# 佩尔泽 (南卡罗来纳州)
佩尔泽（英文：Pelzer），是美国南卡罗来纳州下属的一座城市。城市类型是“Town”。其面积大约为0.19平方英里（0.49平方公里）。根据2010年美国人口普查，该市有人口89人，人口密度约为每平方 英里468.42人（约合每平方公里180.86人）。